# Zahar Prilepin
Jevgenyij Nyikolajevics Prilepin (oroszul: Евге́ний Никола́евич Приле́пин;; Iljinka, Rjazanyi terület, 1975. július 7.–) Zahar Prilepin néven ír (oroszul: Захар Прилепин), néhol egy másik álnevet használ: Jevgenyij Lavlinszkij (oroszul: Евгений Лавлинский), orosz író, 2020. február 1-jétől az Igazságért (За правду) politikai párt vezetője volt, egészen addig, amíg 2021 februárjában beolvadt az Igazságos Oroszországba (Справедливая Россия).
Korábban 1996 és 2019 között az oroszországi be nem jegyzett Nemzeti Bolsevik Párt (Национал-большевистская партия) tagja volt.

## Életrajza
Jevgenyij Prilepin 1975. július 7-én született Iljinka faluban (Rjazanyi terület), egy tanár és egy ápolónő családjában. Családja 1984-ig élt ott, amikor is Dzerzsinszkbe költöztek. 16 évesen kezdett dolgozni rakodóként egy kenyérboltban. A Nyizsnyij Novgorodi Lobacsevszkij Állami Egyetem filológiai karán és a Közpolitikai Karon szerzett diplomát. Dolgozott munkásként, biztonsági őrként és osztagvezetőként szolgált az OMON orosz rendőrcsoportnál, majd részt vett a csecsenföldi harcokban 1996-ban és 1999-ben.

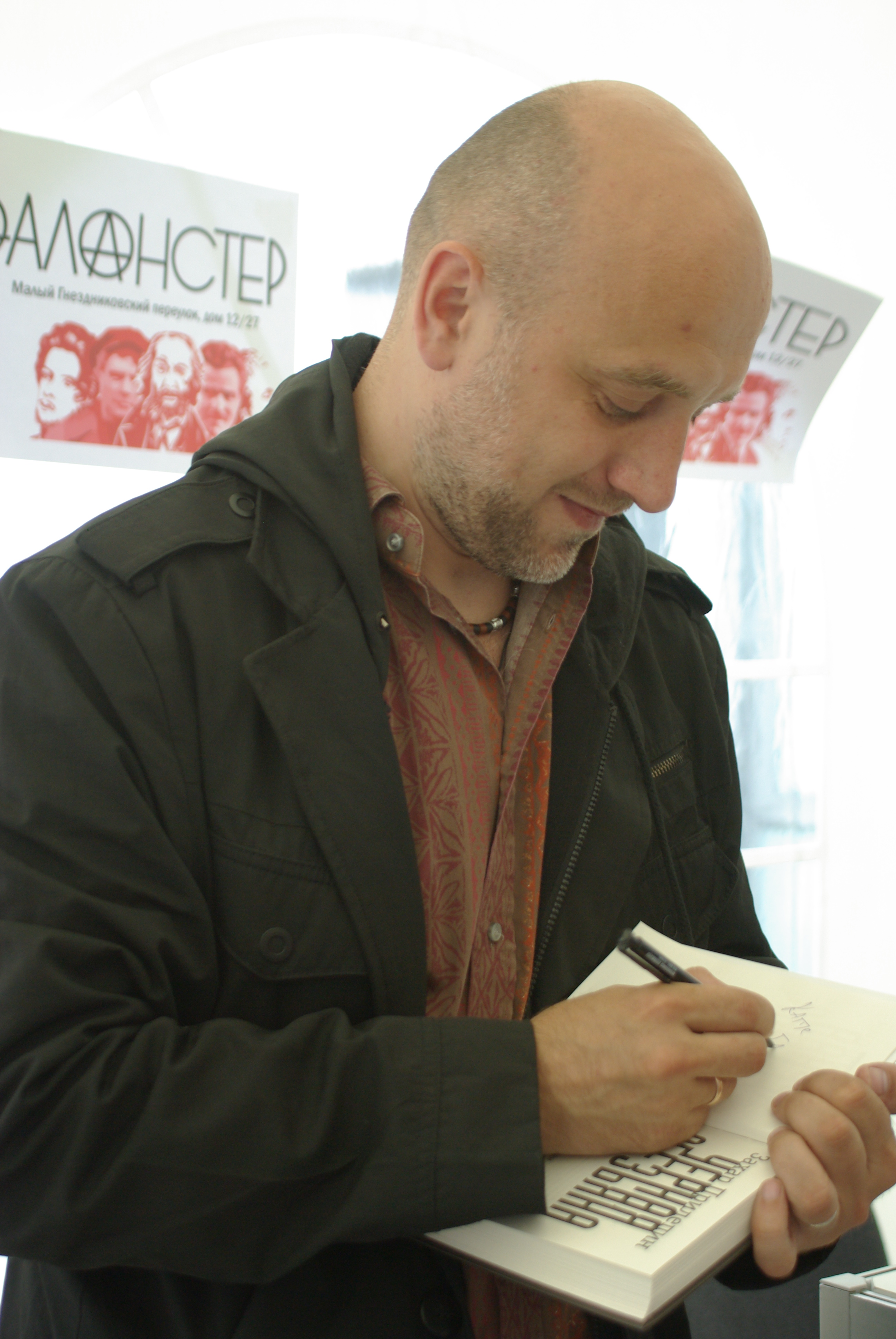
Prilepin a 6. Moszkvai Nemzetközi Könyvfesztiválon 2011-ben

1999-ben pénzügyi nehézségek miatt Prilepin otthagyta az OMON-t, és újságírói állást kapott. Számos álnéven publikált, amelyek közül a leghíresebb Jevgenyij Lavlinszkij. 2000-ben az újság szerkesztője lett. Ugyanebben az időben Prilepin elkezdett dolgozni első regényén, a Patológiákon.
Prilepin művei különböző újságokban jelentek meg, köztük a Лимонка, a Литературная газета stb. A Nyizsnyij Novgorod Nemzeti Bolsevik Párt szervezete újságjának, a Népi Figyelőnek volt a főszerkesztője. Részt vett a fiatal írók Moszkva – Peredelkino szemináriumán (2004. február) és a IV., V. és VI. Fiatal Írók Fórumán Moszkvában. Tagja az Izborszki klub ideológiai agytrösztnek.
Prilepin tagja volt a betiltott Orosz Nemzeti Bolsevik Pártnak és a Másik Oroszország (Другая Россия) koalíció támogatója volt, és 2007. március 24-én részt vett a Nyizsnyij Novgorod-i Ellenzékiek Menetének megszervezésében. 2012 júliusában kiadott egy rövid esszét „Levél Sztálin elvtársnak” címmel, amely sztálinista kritika a modern orosz „liberális társadalom” ellen irányult, amelyet széles körben antiszemitának tartottak.
A média többször is megemlítette Prilepin barátságát Vlagyiszlav Szurkovval, akinek unokatestvére Prilepin nővérét, Jelenát vette feleségül.
2017 februárjában Prilepin hosszas interjút adott, amelyben elárulta, hogy egy önkéntes zászlóaljat vezet az önmagát kikiáltott Donyecki Népköztársaságban. A zászlóalj a DNR fegyveres erői különleges erőinek 4. felderítő és rohamzászlóalja volt, közismert nevén Prilepin zászlóalja; Prilepin azt állította, hogy 2016 júliusában hozták létre az ő kezdeményezésére, és bejelentette, hogy "fehér lovon lovagolunk be minden elhagyott városba". Prilepin továbbá azt mondta, hogy ő a második parancsnok őrnagyi ranggal. Prilepin a DNR befolyásos alakja és híressége volt, és a Malorossiya koncepcióját látszólag ő alkotta meg. 2018. július végén Prilepin „leszerelve” visszatért Moszkvába; a zászlóaljat, amelyben szolgált, 2018 szeptemberében feloszlatták. 2019. augusztus 15-én a Znak.com orosz hírportálnak adott interjújában Prilepin azt állította, hogy a zászlóalj több ukránt ölt meg, mint bármelyik másik, ami azonban vitatott. Terrorizmus vádjával keresik Ukrajnában és biztonsági okokból nem engedték be Bosznia-Hercegovinába.
2018. november 29-én csatlakozott az Összoroszországi Népfronthoz. Emiatt az alapító Eduard Limonov kizárta a Másik Oroszország politikai pártból, aki korábban a párttagokkal együtt felszólította Prilepint, hogy válasszon a két politikai struktúra között.
2019. október 29-én létrehozta az Igazságért (За правду) közéleti mozgalmat. Azt tervezte, hogy a mozgalom alakuljon politikai párttá, amely részt vesz a 2021-es parlamenti választáson. A párt azonban 2021 februárjában beolvadt az Igazságos Oroszországba.
2023 januárjában Prilepin szerződést írt alá, hogy csatlakozzon az Orosz Nemzeti Gárdához, és másodszor is harcoljon Ukrajnában.
Prilepin határozottan támogatta Oroszország 2022 februárjában megújított ukrajnai invázióját. Az ukrajnai háború támogatásáért Prilepint Ausztrália, Kanada, az Európai Unió, Új-Zéland, Svájc és az Egyesült Királyság szankcionálta. Az Európai Unió 2022. február 28-án bevonta az inváziót támogatókkal szembeni szankciók első körébe.

## Antiszemita vita
2012 júliusában Prilepin egy rövid esszét tett közzé "Levél Sztálin elvtársnak" címmel, amely felháborodást és antiszemitizmus vádját váltott ki. A kollektív zsidó tudat 1. személyben írt esszében antiszemita jellegű „autovádakat”, valamint az orosz nép, a kultúra és a gazdaság elleni „bűncselekmények beismerését” tartalmazza.

## Merénylet
2023. május 6-án a Nyizsnyij Novgorod régióban, az oroszok által megszállt Donyeck és Luhanszk területéről Moszkva felé vezető úton Zakhar Prilepin autóját felrobbantották, az író megsérült, testőre pedig meghalt. Az orosz külügyminisztérium szóvivője, Marija Zaharova a "kijevi rezsimet", az Amerikai Egyesült Államokat és a NATO-t okolta a támadásért. A BBC szerint az Atesh partizánmozgalom vállalta a felelősséget a támadásért. A támadás a harmadik ilyen típusú, háborúpárti személyeket célzó támadás volt Oroszországban az ukrajnai invázió kezdete óta, a korábbiak Darja Dugina meggyilkolása és a 2023-as szentpétervári robbantás, amelyben Vladlen Tatarszkij meghalt.
2023. június 6-án Vlagyimir Putyin a "Bátorság Rendje" kitüntetést adományozta Prilepinnek.

## Befolyások
Prilepin csodálja Leonyid Leonov szovjet regényírót. Prilepin Leonov életrajzának szerzője.
Prilepin kedvenc szerzői Gaito Gazdanov, Romain Gary, Borisz Zajcev, Thomas Mann, Henry Miller, Anatolij Marienhof, Vladimir Nabokov, Eduard Limonov, Alekszandr Prohanov, Jonathan Franzen és Mihail Sholohov. Kedvenc költészete közé sorolja az orosz költészet ezüstkorát, a latin-amerikai költészetet és a modern görög költészetet. Prilepin kedvenc költője Szergej Jeszenyin.

## Magánélete
Prilepin feleségül vett egy Maria nevű nőt, két fia és két lánya van: Gleb, Ignat, Kira és Lilia. Prilepin Nyizsnyij Novgorodban él. Van egy nővére, Jelena, aki édesanyjukkal él Dzerzsinszkben. Apja 1994-ben halt meg.

## Művei

### Regények
- Санькя – (Sankja) Ad Marginem, Moszkva 2006, 280 pages
- Патологии – (A patológiák) Andreevsky Flag, Moszkva 2005, 250 pages
- Грех – (Bűn) Vargius, Moszkva 2007
- Чёрная обезьяна (Fekete majom) AST, Moszkva 2012
- Обитель. (Lakóhely) AST, Moszkva 2014

### Novellák
- Ботинки, полные горячей водкой. (Csizma tele forró vodkával) AST, Moszkva 2008
- Война. (Háború) AST, Moszkva 2008
- Революция. (Forradalom) AST, Moszkva 2009

### Esszék
- Я пришёл из России (Oroszországból jöttem) Moszkva 2008
- Terra Tartarara. Это касается лично меня (сборник эссе) (Terra Tartarara. Ez személy szerint engem érint, esszégyűjtemény) AST, Moszkva 2009
- Летучие бурлаки. (Repülő hajóvontatók(wd)) AST, Moszkva 2014

### Egyéb
- Леонид Леонов: Игра его была огромна. (Leonyid Leonov(wd): Remek volt a játéka) Molodaya Gvardiya, Moszkva 2010
- Книгочёт. (Könyvolvasó) Astrel, Moszkva 2012
- Именины сердца. Разговоры с русской литературой. (Szív születésnapja. Beszélgetések az orosz irodalomról) AST, Moszkva 2009

### Magyarul
- Mert mi jobbak vagyunk (Санькя) – Európa, Budapest, 2013 · ISBN 9789630796477 · Fordította: Abonyi Réka

## Fordítás
- Ez a szócikk részben vagy egészben  a   Zakhar Prilepin című angol Wikipédia-szócikk fordításán alapul.  Az eredeti cikk szerkesztőit annak laptörténete sorolja fel. Ez a jelzés csupán a megfogalmazás eredetét és a szerzői jogokat jelzi, nem szolgál a cikkben szereplő információk forrásmegjelöléseként.